# Linda – Zöld Öv
A Linda – Zöld öv című debütáló album Görbe Nóra 1985-ben megjelent albuma, mely hanglemez, és kazetta formátumban került kiadásra. CD-n nem jelent meg. 1986-ban az album aranylemez lett.
Az album megjelenésekor Görbe Nóra zöld öves karatés volt, az album címe, így a későbbi albumok címe is erre utal. Az albumról a Ne bánts! című dal lett nagy siker, melyet Szikora Róberttel közösen adtak elő, mely hosszú hetekig első helyezett volt a slágerlistán.   A dalt Szikora újra hangszerelte, és adta elő Váczi Eszterrel közösen 2005-ben. 1986-ban az album aranylemez lett.
Az album dalait olyan szerzők ihlették, mint a KFT együttesből ismert Bornai Tibor, vagy Flipper Öcsi, de Szikora Róbert is írt dalt az albumra. Az album a népszerű Linda című televíziós sorozathoz kapcsolódik, hiszen a művésznő nem saját neve alatt jelentette meg az albumot, hanem a filmbéli nevén.
Az album borítóját a Budapest, VIII. Illés utca 20. szám alatt készítették. A borítón lévő szemeteskukán látható is a 20. szám.
Az album aranylemez lett 1986-ban, melyről két videóklip készült, a Ne bánts és a Papa jó vele című.
Az Anna alszik már című felvételen az énekesnő lánya, Gát Anna hallható.

## Az album dalai
| Első oldal | Első oldal                          | Első oldal             | Első oldal | Első oldal | Első oldal | Első oldal | Első oldal | Első oldal | Első oldal |
|            | Cím                                 | Szerző(k)              | Hossz      |            |            |            |            |            |            |
| ---------- | ----------------------------------- | ---------------------- | ---------- | ---------- | ---------- | ---------- | ---------- | ---------- | ---------- |
| 1.         | Mennyből a rendőr                   | Bornai Tibor - Linda   | 3:25       |            |            |            |            |            |            |
| 2.         | Leskelődtem egy srác után           | Szikora Róbert - Linda | 2:54       |            |            |            |            |            |            |
| 3.         | Az élet egy nagy regény             | Szikora Róbert - Linda | 3:34       |            |            |            |            |            |            |
| 4.         | Mondják rólam (Mintha álmodnék)     | Flipper Öcsi - Linda   | 3:19       |            |            |            |            |            |            |
| 5.         | Ne bánts! (duett Szikora Róberttel) | Szikora Róbert - Linda | 3:21       |            |            |            |            |            |            |
| 6.         | Hajótörött vagyok                   | Szikora Róbert - Linda | 3:33       |            |            |            |            |            |            |
| 7.         | Kung-fu lett a párom                | Flipper Öcsi - Linda   | 2:25       |            |            |            |            |            |            |
| 22:16      |                                     |                        |            |            |            |            |            |            |            |

| Második oldal | Második oldal    | Második oldal          | Második oldal | Második oldal | Második oldal | Második oldal | Második oldal | Második oldal | Második oldal |
|               | Cím              | Szerző(k)              | Hossz         |               |               |               |               |               |               |
| ------------- | ---------------- | ---------------------- | ------------- | ------------- | ------------- | ------------- | ------------- | ------------- | ------------- |
| 1.            | Papa, jó vele    | Szikora Róbert - Linda | 2:56          |               |               |               |               |               |               |
| 2.            | A szerelem lehet | Heilig Gábor - Linda   | 2:44          |               |               |               |               |               |               |
| 3.            | Miért hazudsz    | Lerch István - Linda   | 3:58          |               |               |               |               |               |               |
| 4.            | Álom áruház      | Bornai Tibor - Linda   | 4:27          |               |               |               |               |               |               |
| 5.            | Korszerű altató  | Bornai Tibor - Linda   | 4:11          |               |               |               |               |               |               |
| 6.            | Anna alszik már  | Szikora Róbert - Linda | 1:15          |               |               |               |               |               |               |
| 19:19         |                  |                        |               |               |               |               |               |               |               |

## Videoklipek
- Ne bánts  (duett Szikora Róberttel)[6]
- A Papa jó vele című dal klipje + interjú [7]

## Közreműködő előadók
- Görbe Nóra – ének
- Bornai Tibor – moog
- Dés László – szaxofon
- Gacsó Gabriella – fuvola
- Gát Anna – ének
- Gőz László – harsona
- Holló József – szintetizátor, moog, zongora
- Kocsák Tibor – zongora
- Környei Attila – vokál
- Móricz Mihály – gitár
- Németh Alajos – basszusgitár
- Németh Gábor – dob, ütőhangszerek
- Péterdi Péter – klarinét
- Sipos Endre – trombita
- Szikora Róbert – ének
- Turáni Csaba – oboa, angolkürt
- Geri Edit – vokál
- Illy Dorka – vokál
- Vámos Ildikó – vokál
- Diana utcai Általános Iskola gyermekkórusa

## Külső hivatkozások
- Az album az Applemusic oldalán[8]
- A Ne bánts című dal szövege a zeneszöveg oldalán[9]